# 441 î.Hr.
Anul 441 î.Hr. a fost un an în calendarul roman pre-iulian. În acea perioadă era cunoscut drept Anul Consulatului lui Fusus și Crassus (sau, mai puțin frecvent ca anul 313 Ab Urbe condita).

## Evenimente

### După loc

#### China
- Zhou Ai Wang devine rege în Dinastia Zhou a Chinei, dar moare înainte de sfârșitul anului, fiind succedat de Zhou Si Wang.

### După disciplină

#### Literatură
- Poetul grec Euripide câștigă prima sa victorie într-un festival dramatic.
- Poetul grec Sofocle scrie piesa de teatru Antigona.

## Decese
- Zhou Ai Wang, rege din Dinastia Zhou, China (n. ?)